# Färöischer Fußballpokal 2012
Der Färöische Fußballpokal 2012, ebenfalls bekannt als Løgmanssteypið 2012, fand zwischen dem 17. März und 25. August 2012 statt und wurde zum 58. Mal ausgespielt. Im Endspiel, welches erstmals seit 2005 wieder im Tórsvøllur-Stadion in Tórshavn auf Kunstrasen ausgetragen wurde, siegte Víkingur Gøta im Elfmeterschießen gegen Titelverteidiger EB/Streymur und konnte den Pokal somit zum zweiten Mal gewinnen. Zudem nahm Víkingur Gøta dadurch an der 1. Qualifikationsrunde zur UEFA Europa League 2013/14 teil.
Víkingur Gøta und EB/Streymur belegten in der Meisterschaft die Plätze fünf und eins. Mit AB Argir und B71 Sandur erreichten zwei Zweitligisten das Viertelfinale.

## Teilnehmer
Teilnahmeberechtigt waren alle 18 A-Mannschaften der vier färöischen Ligen. Im Einzelnen waren dies:
| Effodeildin | 1. Deild                               | 2. Deild                                | 3. Deild    |
| --- | -------------------------------------- | --------------------------------------- | ----------- |
| B36 Tórshavn B68 Toftir EB/Streymur FC Suðuroy HB Tórshavn ÍF Fuglafjørður KÍ Klaksvík NSÍ Runavík TB Tvøroyri Víkingur Gøta | 07 Vestur AB Argir B71 Sandur Skála ÍF | FF Giza/FC Hoyvík Royn Hvalba Undrið FF | MB Miðvágur |

## Modus
Sämtliche Erst- und Zweitligisten waren für die 1. Runde gesetzt. Die verbliebenen unterklassigen Mannschaften spielten in einer Runde die restlichen beiden Teilnehmer aus. Alle Runden wurden im K.-o.-System ausgetragen.

## Qualifikationsrunde
Die Partien der Qualifikationsrunde fanden am 24. März statt. Die Auslosung für diese und die nachfolgende Runde wurde am 13. Februar durchgeführt.
|                   | Ergebnis  |             |
| ----------------- | --------- | ----------- |
| FF Giza/FC Hoyvík | 3:2 (1:1) | MB Miðvágur |
| Undrið FF         | 1:0 (0:0) | Royn Hvalba |

## 1. Runde
Die Partien der 1. Runde fanden am 9. April statt.
|                 | Ergebnis                         |                   |
| --------------- | -------------------------------- | ----------------- |
| AB Argir        | 5:2 (3:0)                        | FF Giza/FC Hoyvík |
| B68 Toftir      | 2:1 (2:0)                        | 07 Vestur         |
| FC Suðuroy      | 5:0 (2:0)                        | Skála ÍF          |
| ÍF Fuglafjørður | 2:4 (1:1)                        | EB/Streymur       |
| KÍ Klaksvík     | 4:2 (2:1)                        | NSÍ Runavík       |
| TB Tvøroyri     | 1:3 (0:2)                        | HB Tórshavn       |
| Undrið FF       | 5:5 n. V. (4:4, 1:0) (3:5 i. E.) | B71 Sandur        |
| Víkingur Gøta   | 1:0 (1:0)                        | B36 Tórshavn      |

## Viertelfinale
Die Viertelfinalpartien fanden am 25. April statt.
|             | Ergebnis             |               |
| ----------- | -------------------- | ------------- |
| AB Argir    | 1:3 (0:0)            | EB/Streymur   |
| B68 Toftir  | 1:2 n. V. (0:0, 0:0) | Víkingur Gøta |
| FC Suðuroy  | 5:1 (0:1)            | B71 Sandur    |
| KÍ Klaksvík | 3:5 n. V. (2:2, 2:0) | HB Tórshavn   |

## Halbfinale
Die Hinspiele im Halbfinale fanden am 9. Mai statt, die Rückspiele am 23. Mai.
|               | Gesamt    |             | Hinspiel  | Rückspiel |
| ------------- | --------- | ----------- | --------- | --------- |
| EB/Streymur   | (a)6:6(a) | HB Tórshavn | 4:1 (1:1) | 2:5 (0:2) |
| Víkingur Gøta | (a)2:2(a) | FC Suðuroy  | 1:0 (1:0) | 1:2 (0:0) |

## Finale
| Paarung        | EB/Streymur – Víkingur Gøta |
| Ergebnis       | 3:3 n. V. (2:2, 1:0), 4:5 i. E. |
| Datum          | 25. August 2012 |
| Stadion        | Tórsvøllur, Tórshavn |
| Zuschauer      | 2579 |
| Schiedsrichter | Dagfinn Forná (Runavík) |
| Tore           | 1:0 Jónhard Frederiksberg (31.) 1:1 Hans Jørgen Djurhuus (55.) 2:1 Levi Hanssen (70.) 2:2 Atli Gregersen (77., Elfmeter) 3:2 Leif Niclasen (95.) 3:3 Hjartvard Hansen (111.) Elfmeterschießen: 0:1 Kaj Leo í Bartalsstovu 1:1 Levi Hanssen 1:1 Atli Gregersen verschießt 2:1 Niels Pauli Danielsen 2:2 Hanus Jacobsen 3:2 Hans Pauli Samuelsen 3:3 Joseph Bassene 3:3 Sorin Anghel verschießt 3:4 Evrard Blé 4:4 Marni Djurhuus 4:4 Bárður J. Hansen verschießt 4:4 René Tórgarð verschießt 4:5 Erling Jacobsen 4:5 Arnbjørn Hansen verschießt |
| EB/Streymur    | René Tórgarð – Gert Aage Hansen, Pætur Dam Jacobsen, Leif Niclasen (101. Arnar Dam) – Hans Pauli Samuelsen, Marni Djurhuus , Pauli G. Hansen (64. Arnbjørn T. Hansen), Levi Hanssen – Sorin Anghel, Jónhard Frederiksberg, Niels Pauli B. Danielsen Cheftrainer: Heðin Askham |
| Víkingur Gøta  | Túri Géza Tamas – Hanus Jacobsen, Atli Gregersen , Hans Jørgen Djurhuus, Niclas Niclassen (81. Fritleif í Lambanum) – Bárður J. Hansen, Erling D. Jacobsen, Evrard Ble, Sølvi Vatnhamar (101. Joseph Y. Bassene) – Filip Djordjevic (78. Hjartvard Hansen), Kaj Leo í Bartalsstovu Cheftrainer: Jógvan Martin Olsen |
| Gelbe Karten   | Pætur Dam Jacobsen, Gert Aage Hansen – Hans Jørgen Djurhuus |
| Platzverweise  | Pætur Dam Jacobsen (103.) – keine |

## Torschützenliste
Bei gleicher Anzahl von Treffern sind die Spieler nach dem Nachnamen alphabetisch geordnet.
| Platz | Spieler                    | Verein            | Tore |
| ----- | -------------------------- | ----------------- | ---- |
| 1     | John T. Poulsen            | FC Suðuroy        | 05   |
| 2     | Sorin Anghel               | EB/Streymur       | 04   |
| 3     | Fróði Benjaminsen          | HB Tórshavn       | 03   |
| 3     | Atli Gregersen             | Víkingur Gøta     | 03   |
| 3     | Arnbjørn T. Hansen         | EB/Streymur       | 03   |
| 3     | Levi Hanssen               | EB/Streymur       | 03   |
| 3     | Jón Krosslá Poulsen        | FC Suðuroy        | 03   |
| 3     | Thomas Hans Rubeksen       | B71 Sandur        | 03   |
| 3     | Símun Eiler Samuelsen      | HB Tórshavn       | 03   |
| 10    | Palli Augustinussen        | FC Suðuroy        | 02   |
| 10    | Jobin Drangastein          | AB Argir          | 02   |
| 10    | Erling Fles                | Undrið FF         | 02   |
| 10    | Jónhard Frederiksberg      | EB/Streymur       | 02   |
| 10    | Hans Kári Hansen           | FF Giza/FC Hoyvík | 02   |
| 10    | Hallur Hansson             | HB Tórshavn       | 02   |
| 10    | Henry Heinesen             | KÍ Klaksvík       | 02   |
| 10    | Christian Vilhelm Jacobsen | Undrið FF         | 02   |
| 10    | Kristoffur Jakobsen        | KÍ Klaksvík       | 02   |
| 10    | Leif Niclasen              | EB/Streymur       | 02   |
| 10    | Hans Pauli Samuelsen       | EB/Streymur       | 02   |